# Aphrophora jactator
Aphrophora jactator är en insektsart som beskrevs av White 1879. Aphrophora jactator ingår i släktet Aphrophora och familjen spottstritar. Inga underarter finns listade i Catalogue of Life.